# Сексе-о-Форж
Сексе́-о-Форж (фр. Sexey-aux-Forges) — коммуна во французском департаменте Мёрт и Мозель региона Лотарингия. Относится к кантону Туль-Сюд.

## География
Сексе-о-Форж расположен в 60 км к югу от Меца и в 13 км к юго-западу от Нанси. Соседние коммуны: Марон на севере, Шалиньи на востоке, Нёв-Мезон и Пон-Сен-Венсан на юго-востоке, Мезьер и Витерн на юге.
Стоит на левом берегу Мозеля напротив Марона. Через коммуну проходит Восточный канал. На запад от коммуны простирается т. н. Епископский лес.

## История
- На территории коммуны находятся следы галло-романской культуры.
- В XI веке деревня принадлежала аббатству Сен-Мансюи.
- Со средних веков место известно своими металлургическими печами (отсюда название Форж).

## Демография
Население коммуны на 2010 год составляло 658 человек.
| 1962 | 1968 | 1975 | 1982 | 1990 | 1999 | 2010 |
| ---- | ---- | ---- | ---- | ---- | ---- | ---- |
| 603  | 579  | 575  | 561  | 584  | 609  | 658  |

## Достопримечательности
- Церковь Сен-Мансюи 19 века.
- Часовня святой Анны 11 века.
- Часовня XV века в местечке де Жимеи.
- Восточный канал и порт.